# Sphenoclypeana brasiliensis
Sphenoclypeana brasiliensis är en insektsart som först beskrevs av William Lucas Distant 1909.  Sphenoclypeana brasiliensis ingår i släktet Sphenoclypeana och familjen spottstritar. Inga underarter finns listade i Catalogue of Life.